# ホシクサ科
ホシクサ科（ホシクサか、学名：Eriocaulaceae）は、単子葉植物に属する科である。APG分類体系ではイネ目に分類される植物群である。新エングラー体系ではツユクサ目に、クロンキスト体系では単型のホシクサ目に分類されていた。
熱帯及び亜熱帯を中心に広く分布しており、11属 、1000種以上を擁する。種の多くが中南米に集中しているが、Mesanthemum属はアフリカのみに分布し，ホシクサ属 Eriocaulon は世界的に分布している．
日本国内からはホシクサ属の23種が知られている．
ほとんどは草本で、一部は低木。湿地に生育し、一部に水生種がある。葉は線形で、短い茎にロゼット状につくか、あるいは螺旋状につく。花茎はその基部を筒状の鞘に包まれる。花は単性、少数の膜質の花被に包まれ、それが多数集まって頭状になる。

## 分類群
現在11属に分類されているが、うち7属は中南米に固有である。
- Actinocephalusパエパランツス属に含めるとする説もある．[2]
- Blastocaulon パエパランツス属に含まれる．[2][3]
- Eriocaulon ホシクサ属 - ホシクサ、タカノホシクサ
- Lachnocaulon パエパランツス属に含めるとする説もある[2]
- Leiothrix
- Mesanthemum
- Paepalanthus オクトネホシクサ属 - オクトネホシクサ
- Philodice シンゴナンサス属に含まれる．[4]
- Rondonanthus
- Syngonanthus シンゴナンツス属 - カッピンドウラード
- Tonina トニナ属 パエパランツス属に含めるとする説もある．[2]
- Comanthera ハナホシクサ